# David Ender

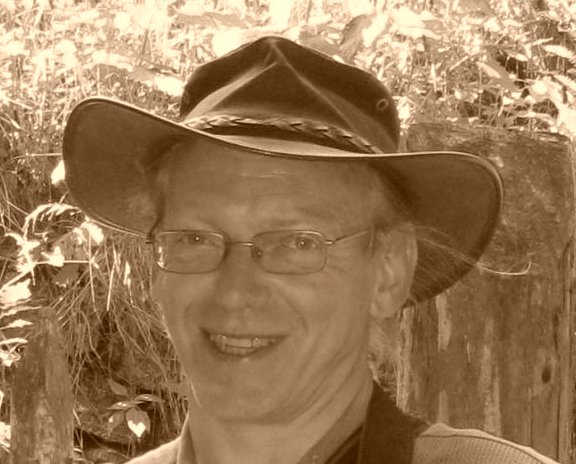
David Ender (2009)

David Ender (* 1960 als David Nemec in Wodonga, Australien) ist ein österreichischer
Musiker, Komponist, Performer, Improvisator, Schriftsteller und Übersetzer.

## Leben
Studium der Musikwissenschaft und Indologie in Wien. Mitarbeit in zahlreichen Musik-  und Performancegruppen wie etwa Freier Puls (1978 bis 1981), F.Wake (1984 bis 1989), Ent-Art Orckesta (1986 bis 1987), Miki Malör (1991 bis 2009), Damen-Improvisation & Herren-BIGbäng (1995 bis 1999), Andrea Bold/TVE (seit 2004) und brpobr (seit 2007).
1994 war er Gründungsmitglied des Performancekollektivs Lux Flux.  Weitere Gründungen sind die Musikgruppen tiefe Töne (1998), Stoned Genies (2000) sowie Baitrunner (2001).
Seit 1989 schreibt er gemeinsam mit Jack Hauser experimentelle Kriminalromane in der Tradition von Walter Serner.
Laufende Kooperationen/Performances mit Karlheinz Essl, Barbara Kraus, Annette Pfefferkorn, Sabine Sonnenschein, dem Saira Blanche Theatre und Machfeld.
Ender ist seit 2006 Redaktionsmitglied des Internet-Magazins corpus und Mitglied der Grazer Autorenversammlung.

## Werke
- Jack Hauser, David Ender: Hembert Nora. In: Peter M. Hetzel (Hrsg.): Die Dritte Generation. Stories. Rowohlt, Reinbek bei Hamburg 1991, ISBN 3-499-42957-8, S. 101–147.
- David Ender, Jack Hauser: Hembert Nora. Edition selene, Wien 1996, ISBN 3-85266-024-6.
- David Ender, Jack Hauser: ONTOMIMESIS. In: Siegmund Kleinl, ralf b. korte, Hans Jungmayr (Hrsg.): ohne Ton. Anthologie. NN-fabrik, Siegendorf 1997, ISBN 3-901361-07-3, S. 203–223.
- David Ender, Jack Hauser: now fiction (excerpt). In: ralf b. korte (Hrsg.): ohne Ton. Anthologie. NN-fabrik, Siegendorf 1998, ISBN 3-901361-10-3, S. 24–39.
- David Ender, Jack Hauser: Miryam von Doren. Edition selene, Wien 2003, ISBN 3-85266-216-8.
- David Ender, Jack Hauser: Der Name, die Hülle, das Abenteuer. Edition selene, Wien 2005, ISBN 3-85266-273-7.
- David Ender, Jack Hauser: Oaris. Edition Ender, Wien 2020.
- David Ender, Jack Hauser: Hausmeister 23. Edition Ender, Wien 2021.